# Jonathan House
Jonathan Mallory House (22 de junio de 1950) es un historiador y oficial militar estadounidense. Es profesor emérito de historia militar en la Escuela de Comando y Estado Mayor del Ejército de los Estados Unidos, en Fort Leavenworth, Kansas. Además es un estudioso en la historia militar soviética, con énfasis en la Segunda Guerra Mundial y la influencia soviética en la doctrina operativa moderna. Junto con David Glantz, ha escrito varios libros sobre las operaciones del Ejército Rojo en el Frente Oriental, entre los que destaca When Titans Clashed: How the Red Army Stopped Hitler (Choque de titanes: La victoria del Ejército Rojo sobre Hitler).

## Biografía
En 1971 se graduó en el Hamilton College, completó su doctorado en historia en 1975 y fue comisionado del Army ROTC en la Universidad de Míchigan. Después de numerosos cursos en el Centro y Escuela de Inteligencia del Ejército de EE. UU. (1978, 1979-1980), completó una maestría en estrategia (Command and General Staff College, 1984) e inteligencia (King's College London, 2017). Como oficial subalterno, enseñó en la Escuela de Blindados, el Centro y la Escuela de Inteligencia y la Escuela de Comando y Estado Mayor del ejército.
House se ha desempeñado como analista de inteligencia para el Estado Mayor Conjunto de los Estados Unidos en el Pentágono durante los conflictos de 1991 y 2003 con Irak. Se retiró como coronel de inteligencia militar. Además de su faceta como militar y profesor es autor de varios libros entre los que cabe detacarː Toward Combined Arms Warfare: a Survey of 20th-century Tactics, Doctrine, and Organization (1984) A Military History of the Cold War (2 vols, 2012 y 2020) y Controlling Paris: Armed Forces and Counter- Revolución, 1789-1848 (2014).
Junto con David Glantz, ha coescrito varios libros sobre la historia militar del Frente Oriental, incluidos The Battle of Kursk (1999); To the Gates of Stalingrad: Soviet-German combat operations, April–August 1942 (2009); Armageddon in Stalingrad: September–November 1942 (2009) y Endgame at Stalingrad (2014). En 2017, House fue el autor principal de un volumen consolidado titulado simplemente Stalingrado. Todos los libros han sido publicados por University Press of Kansas.
Su primera colaboración con Glantz, When Titans Clashed: How the Red Army Stopped Hitler, se describió en la publicación inicial en 1995 en una revisión de H-Net se dice que el libro debería «estar presente en todas las bibliotecas universitarias y a los estantes de todos los historiadores de la Segunda Guerra Mundial». El libro fue reeditado en 2015 en una edición ampliada y descrito por el historiador militar Steven Zaloga como «la mejor descripción general del historial de combate del Ejército Rojo en la Segunda Guerra Mundial».

## Publicaciones
En inglés
- — (2001). Combined arms warfare in the twentieth century (en inglés). Lawrence, Kansas: University Press of Kansas. ISBN 0-7006-1098-7. OCLC 431794940.
- — (2012). A military history of the Cold War, 1944-1962 (en inglés). Lawrence, Kansas: University Press of Kansas. ISBN 978-0-8061-4262-3. OCLC 781077414.
- — (2016). Controlling Paris: armed forces and counter-revolution, 1789-1848 (en inglés). Lawrence, Kansas: University Press of Kansas. ISBN 978-1-4798-3663-5. OCLC 967259367.
- —; Glantz, David M. (1999). The Battle of Kursk (en inglés). Lawrence, Kansas: University Press of Kansas. ISBN 0-7006-0978-4. OCLC 41338011.

En español
- —; Glantz, David M. (2017). Choque de titanes: La victoria del Ejército Rojo sobre Hitler. Desperta Ferro. ISBN 978-84-945187-8-2.
- —; Glantz, David M. (2017). A las puertas de Stalingrado (1.ª edición). Desperta Ferro. ISBN 978-84-945187-9-9. OCLC 1027653190.
- —; Glantz, David M. (2019). Armagedón en Stalingrado (1.ª edición). Desperta Ferro. ISBN 978-84-949540-0-9. OCLC 1127395052.
- —; Glantz, David M. (2017). Desenlace en Stalingrado. Operación Urano. (1.ª edición). Desperta Ferro. ISBN 978-84-945187-9-9. OCLC 1027653190.